# 陈佳圭
陈佳圭（1935年—），男，浙江杭州人，中国固体电子学专家，曾任中国科学院物理研究所研究员、博士生导师。